# چگونه بر هزینه‌های بالای زندگی غلبه کنیم
چگونه بر هزینه‌های بالای زندگی غلبه کنیم (به انگلیسی: How to Beat the High Cost of Living) فیلمی محصول سال ۱۹۸۰ و به کارگردانی رابرت شریر است. در این فیلم بازیگرانی همچون سوزان سن جیمز، جین کرتین، جسیکا لنگ، ریچارد بنجامین، ادی آلبرت، کاترین دیمون، دابنی کلمن، گرت موریس، فرد ویلارد، مایکل بل و سیبیل دانینگ ایفای نقش کرده‌اند.